# Isidoro (Vorname)
Isidoro ist ein männlicher Vorname. Er ist die italienische und spanische Form des Namens Isidor. Eine spanische Variante ist die Form Isidro.

## Namensträger

### Isidoro
- Isidoro Abbondo (* um 1570; † um 1630), italienischer Komponist
- Isidoro Affaitati (* 1622; † um 1684), italienischer Militäringenieur und Architekt
- Isidoro Alverà (* 1945), italienischer Eishockeyspieler
- Isidoro Bianchi (1581–1662), italienischer Maler
- Isidoro Blaisten (1933–2004), argentinischer Journalist, Photograph und Schriftsteller
- Isidoro Díaz (* 1938), mexikanischer Fußballspieler
- Isidoro Diéguez Dueñas (1909–1942), spanischer Kommunist, Kämpfer im Spanischen Bürgerkrieg und im Widerstand gegen das Franco-Regime
- Isidoro Errázuriz (1835–1898), chilenischer Politiker und Diplomat
- Isidoro Falchi (1838–1914), italienischer Arzt, betrieb autodidaktische archäologische Forschungen
- Isidoro Leggio (1737–1801), italienischer Ordensgeistlicher und letzter Bischof des römisch-katholischen Bistums Umbriatico
- Isidoro La Lumia (1823–1879), italienischer Politiker und Historiker
- Isidoro Del Lungo (1841–1927), italienischer Literaturhistoriker und Literaturkritiker
- Isidoro Macías  (* 1945), spanischer Franziskaner, wegen seines Engagements für Flüchtlinge landesweit bekannt
- Isidoro Malmierca (1930–2001), kubanischer Journalist und Politiker
- Isidoro Marcionetti (1916–1999 in Lugano), Schweizer Priester, Dozent, Kunsthistoriker, Forscher und Publizist
- Isidoro de María (1815–1906), uruguayischer Schriftsteller, Journalist, Pädagoge und Politiker
- Isidoro Martínez-Vela (1925–2012), spanischer Schwimmer
- Isidoro Mora (* 1970), nicaraguanischer Geistlicher und ernannter römisch-katholischer Bischof von Siuna
- Isidoro Ocampo (1910–1983), mexikanischer Künstler und Kunsterzieher
- Isidoro Reggio (1861–1922), italienischer Journalist, Chefredakteur und Schriftsteller
- Isidoro San José (* 1955), spanischer Fußballspieler
- Isidoro Sota (1902–1976), mexikanischer Fußballtorwart
- Isidoro Verga (1832–1899), italienischer Kirchenrechtler und Kurienkardinal
- Isidoro De Villapadierna (1919–2001), spanischer römisch-katholischer Ordenspriester

Zweitname
- Manuel Isidoro Belzu (1808–1865), bolivianischer Offizier und Politiker, 1848 bis 1855 Staatspräsident Boliviens

### Isidro
- Isidro Ayora (1879–1978), ecuadorianischer Arzt und Politiker, von 1926 bis 1931 Staatsoberhaupt von Ecuador
- Isidro Barrio Barrio (* 1943), spanischer Geistlicher und emeritierter römisch-katholischer Bischof von Huancavelica
- Isidro Benítez (1900–1985), kubanischer Musiker, Dirigent und Komponist
- Isidro Fabela (1882–1964), mexikanischer Jurist, Politiker, Diplomat und Schriftsteller
- Isidro Ferrer (* 1963), spanischer Illustrator und Grafikdesigner
- Isidro Gomá y Tomás (1869–1940), ehemaliger Erzbischof von Toledo
- Isidro Lángara  (1912–1992), spanischer Fußballspieler
- Isidro Leyva (* 1999), spanischer Leichtathlet (Stabhochsprung)
- Isidro Maiztegui (1905–1996), argentinischer Komponist
- Isidro Novellas (1922–2013), spanischer Schauspieler
- Isidro Nozal (* 1977), spanischer Radrennfahrer
- Isidro Sala Puigdevall (1940–2022), spanischer Fußballspieler und Kommunalpolitiker
- Isidro Sala Ribera (1933–2019), spanischer Geistlicher, Bischof von Abancay